# Anisomysis pelewensis
Anisomysis pelewensis är en kräftdjursart som beskrevs av Ii 1964. Anisomysis pelewensis ingår i släktet Anisomysis och familjen Mysidae. Inga underarter finns listade i Catalogue of Life.